# Zamek w Przegorzałach

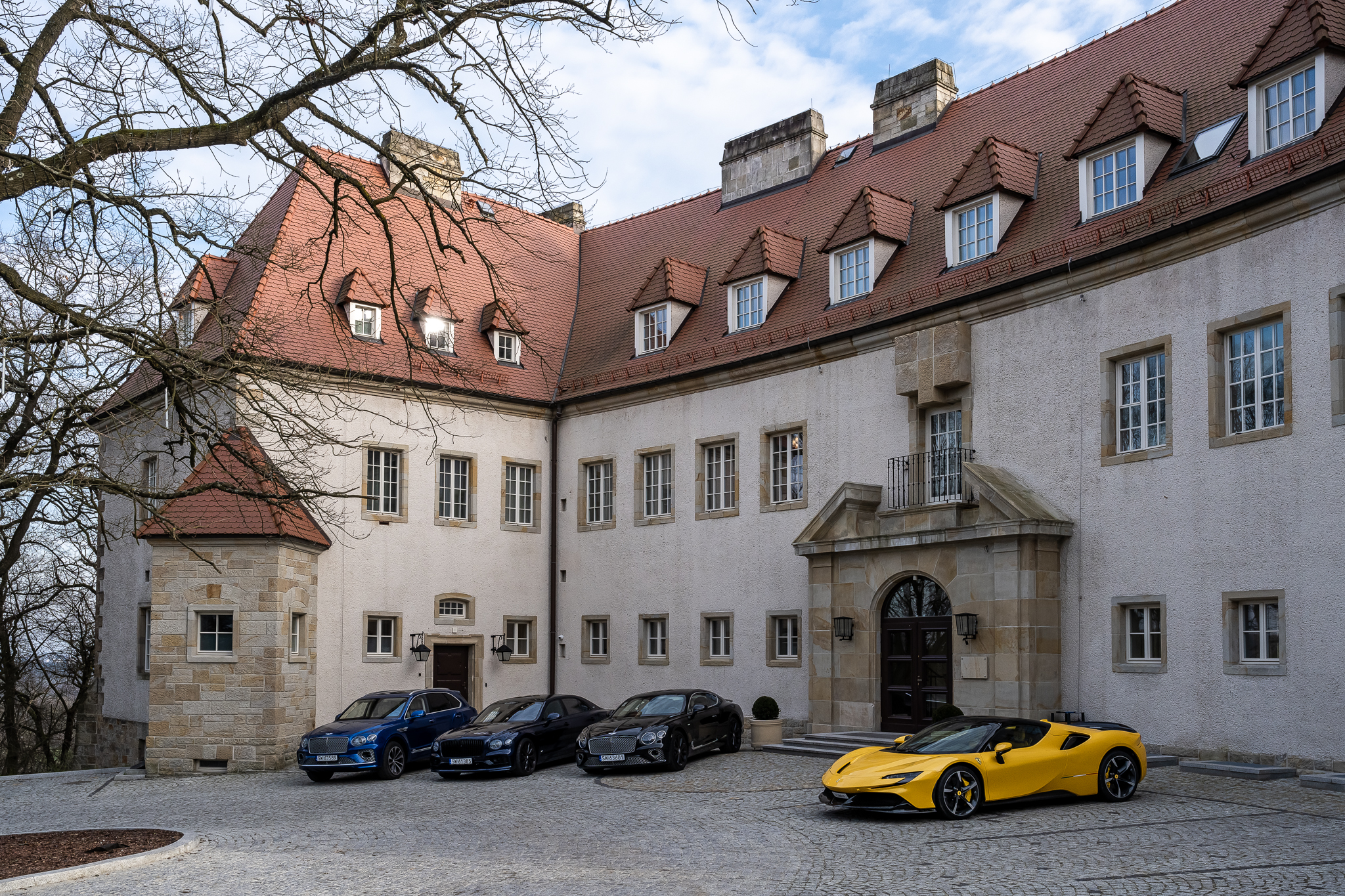
Widok od strony podjazdu

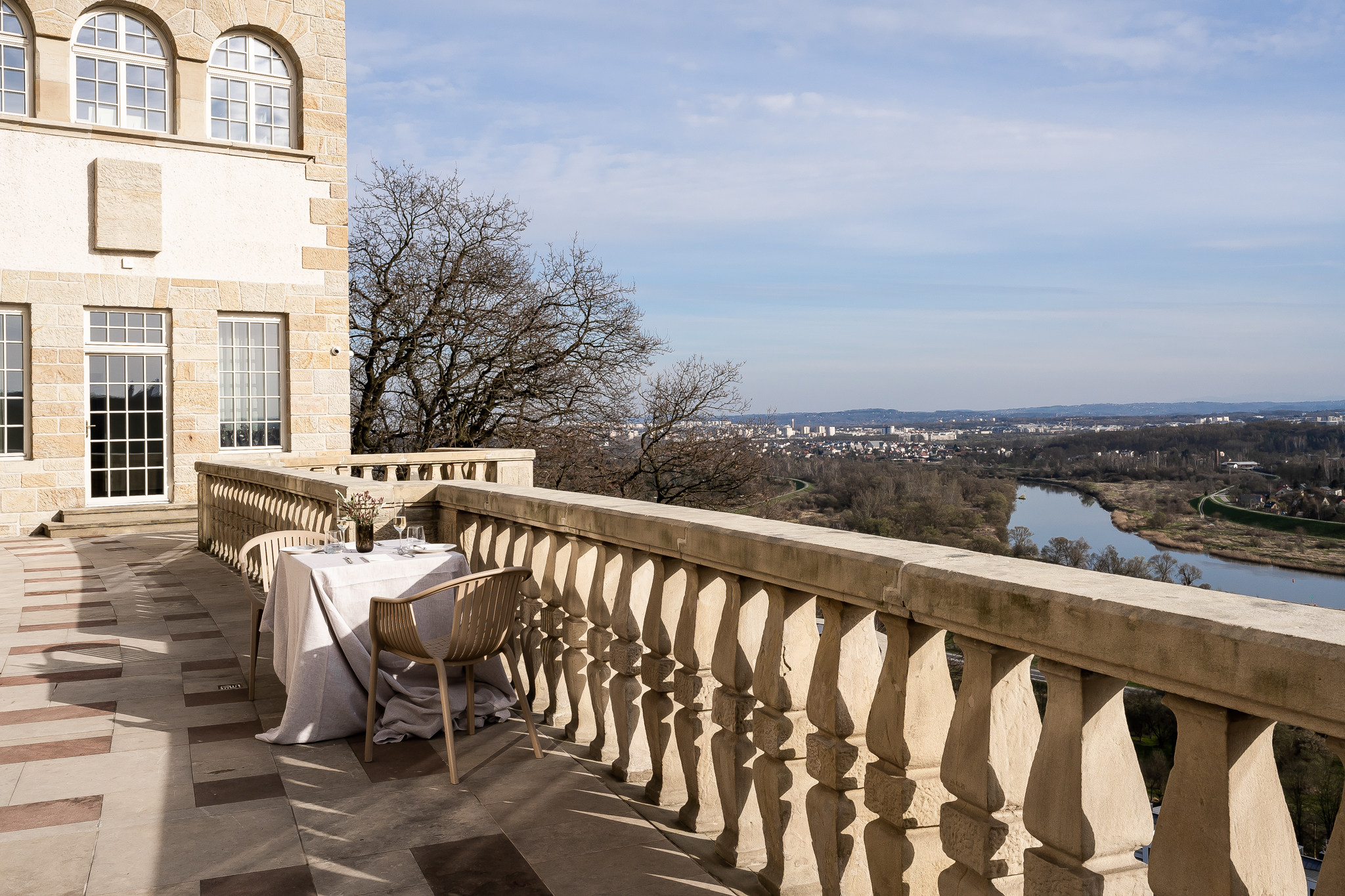
Widok z tarasu

Zamek w Przegorzałach (niem. Schloss Wartenberg) – wybudowany w czasie II wojny światowej budynek w Przegorzałach, jedno z niewielu dzieł architektury III Rzeszy w Krakowie.
Obecnie w zamku działa hotel Zinar Castle oraz restauracja Ziyad.
Zamek sąsiaduje z nieco starszą Willą Baszta – półokrągłą budowlą w kształcie baszty, wzniesioną pod koniec lat 20. XX wieku, jako dom własny, przez Adolfa Szyszko-Bohusza, a zainspirowaną prawdopodobnie rotundą św. Feliksa i Adaukta.

## Historia powstania
Inicjatorem budowy obiektu był baron Otto von Wächter, który w nagrodę za udział w puczu nazistowskim w Austrii (zamach na kanclerza Dolfussa) został podczas okupacji gubernatorem dystryktu krakowskiego. Jako gubernatorowi przysługiwała mu rezydencja miejska, na którą wybrał pałac „Pod Baranami”, i letnia, na którą upatrzył sobie Willę Basztę. Zachowaną do dziś willę w formie półrotundy wzniósł w latach 1928–1929 Adolf Szyszko-Bohusz, któremu – jako jej właścicielowi – złożono propozycję dzierżawy lub zamiany na inne grunty. Szyszko-Bohusz nie wyraził zgody i 19 grudnia 1940 roku został aresztowany pod sfabrykowanym pretekstem. Przyczyniła się do tego małżonka Wächtera, o której sam Szyszko-Bohusz we wspomnieniach wydanych po wojnie pisał tak: (...) nazywana przez nas „klępą meklemburską” antypatyczna kobieta, węsząca po wszystkich zbiorach, by coś z nich zabrać na własność, zarozumiała i bez skrupułów. W tym czasie zajęto też willę w Przegorzałach.
Prawdopodobnie w połowie 1941 roku rozpoczęto pracę nad projektem obecnego zamku, który datowany jest na 1 października 1941 roku. Budowla nazywana była Schloss Wartenberg (z niem. Schloss – zamek, Wartenberg – góra-strażnica, obserwatorium). Wszystko wskazuje na to, że Wächter nie zamierzał być uczciwy nawet wobec III Rzeszy i swoją rezydencję urządzał z przepychem pod pretekstem budowy sanatorium. Projekty tej budowli, stylizowanej na nadreńskie zamki z okresu romantyzmu, zmuszony był sporządzić i podpisać osobiście profesor Szyszko-Bohusz. Istnieją dwa projekty; na pierwszym zamek jest niższy, co zapewnia dominującą pozycję willi, drugi odpowiada dzisiejszemu wyglądowi założenia. Oprócz polskiego, na projekcie widnieją nazwiska dwóch austriackich architektów: Richarda Pfoba i Hansa Petermaira. Obok samego zamku zaprojektowano i wybudowano kilka innych obiektów istniejących do dzisiaj – wartownię przy bramie wjazdowej i budynek garażowo-wartowniczy.
Budowę rozpoczęto w 1942 roku, jednak po wyjeździe Wächterów do Lwowa (gdyż 1 lutego Otto von Wächter objął stanowisko gubernatora dystryktu galicyjskiego) budynek stał opuszczony aż do 19 listopada 1943 roku, kiedy podczas wizyty Heinricha Himmlera w Krakowie został mu on podarowany przez Hansa Franka właśnie z pierwotnym przeznaczeniem, tj. na sanatorium dla esesmanów. Planowano nawet połączenie zamku z położoną około 100 metrów poniżej drogą przy pomocy kolei linowej, jednak plany te spełzły na niczym, ponieważ 18 stycznia 1945 roku Kraków został przejęty przez Armię Czerwoną.
Pod koniec wojny mieścił się tutaj szpital, a po jej zakończeniu rodzina Bohuszów starała się o odzyskanie nieruchomości, ale bezskutecznie.

## Współcześnie
W 1952 r. cały kompleks zajął Instytut Badawczy Leśnictwa podlegający Ministerstwu Leśnictwa. W 1973 r. podjęto decyzję o umieszczeniu w nim Instytutu Badań Polonijnych UJ, który zajmował wybudowany nieopodal  kompleks (Kolegium Polonijne im. Kazimierza Pułaskiego).
Zamek był siedzibą dwóch instytucji Uniwersytetu Jagiellońskiego, tj. Instytutu Europeistyki i Centrum Badań Holocaustu.
Obecnie w zamku działa hotel Zinar Castle oraz restauracja Ziyad. Z tarasów jest obszerna panorama południowo-zachodniej części Krakowa i Beskidów.
Na dzień 30 września 2010 r. zamek nie był wpisany do rejestru zabytków, pomimo trwających o to starań.